# Rhabdomyolyse
 Mise en garde médicale
En médecine, la rhabdomyolyse (du grec : rhabdo- : « rayé » myo- : « muscle » et –lysis : « destruction ») est une situation dans laquelle des cellules des muscles squelettiques, se dégradant rapidement, libèrent leur contenu dans la circulation sanguine.
Certains produits de dégradation des cellules endommagées, libérés dans le sang, comme la myoglobine, sont nocifs pour les reins et peuvent entraîner une insuffisance rénale. La gravité des symptômes, qui peuvent inclure des douleurs musculaires, des vomissements et de la confusion, dépend de l'étendue des dégâts musculaires et de l'apparition ou non d'une insuffisance rénale. Le pronostic vital immédiat peut être engagé par une hyperkaliémie importante lors d'une décompression à la suite de la libération brutale du potassium intracellulaire. L'atteinte musculaire peut être causée par des facteurs physiques (blessure par écrasement, ou encore exercice intense), des médicaments (dont les statines, médicaments utilisés contre l'hypercholestérolémie), des drogues et des infections. Certaines personnes ont une affection musculaire héréditaire qui augmente le risque de rhabdomyolyse. Le diagnostic est généralement fait avec des tests sanguins et urinaires. La base du traitement consiste en des perfusions intraveineuses abondantes, mais peut nécessiter une dialyse ou une hémofiltration dans les cas plus graves,.
La rhabdomyolyse et ses complications sont des problèmes importants pour les personnes blessées dans des catastrophes telles que les tremblements de terre et les attentats. Les équipes de secours dans les régions frappées par des séismes comprennent souvent des équipes médicales ayant des compétences et l'équipement pour traiter les victimes survivantes ayant une rhabdomyolyse. La maladie a été décrite pour la première fois au XXe siècle, et d'importantes découvertes quant à son mécanisme ont été faites pendant le Blitz de Londres en 1941. Les chevaux peuvent aussi souffrir d'une rhabdomyolyse à partir d'étiologies variées.

## Signes et symptômes
Les symptômes de rhabdomyolyse dépendent de la sévérité de l'affection et de l'apparition ou non d'une insuffisance rénale. Les formes bénignes peuvent ne pas donner de symptômes musculaires et le diagnostic est basé sur certains tests sanguins anormaux. Une rhabdomyolyse plus sévère est caractérisée par des douleurs musculaires, une sensibilité, une faiblesse et un gonflement des muscles touchés. Si le gonflement est très rapide, comme cela peut arriver après la libération d'un sujet écrasé sous un immeuble effondré, la brusque augmentation de la circulation sanguine dans le muscle endommagé peut entraîner une baisse de la pression artérielle et un choc. D'autres symptômes, non spécifiques, résultent soit des conséquences de la dégradation des tissus musculaires soit des circonstances qui ont conduit à la dégradation musculaire,,. Le relargage dans le sang de composants des cellules musculaires entraîne des perturbations dans les électrolytes, ce qui peut entraîner des nausées, des vomissements, une confusion, un coma ou des anomalies du rythme cardiaque. L'urine peut être sombre, souvent décrite comme « de couleur thé », en raison de la présence de myoglobine. Des lésions rénales induites par une hypoperfusion rénale après une chute de tension  et la précipitation intratubulaire de la myoglobine peuvent donner lieu à une oligo ou une anurie, généralement dans les 12 à 24 heures après la lésion musculaire initiale,.
Le gonflement (œdème) des muscles endommagés conduit parfois à un syndrome de compression des tissus environnants (syndrome des loges), notamment les nerfs et les vaisseaux sanguins situés dans le même compartiment aponévrotique, conduisant à une diminution ou une perte de l'approvisionnement sanguin se traduisant par une diminution ou une perte de fonction dans la partie du corps alimentée par ces structures. Les symptômes de cette complication sont une douleur ou une sensibilité réduite dans le membre affecté,. Une deuxième complication reconnue est la coagulation intravasculaire disséminée (CIVD), une grave perturbation de la coagulation sanguine qui peut entraîner une hémorragie incontrôlable,,.

## Causes
Les cas typiques sont :
- le traumatisme musculaire entraînant un écrasement ;

- l'anoxie prolongée, par exemple à la suite d'une compression d'une partie du corps : garrot, ensevelissement (on parle alors du syndrome de Bywaters ou du syndrome des ensevelis ou encore du crush syndrome).
- l'ischémie : occlusion d'une artère à destinée musculaire entraînant la mort (nécrose) des tissus non irrigués ;
- la prise de toxiques : cocaïne, ecstasy (MDMA), venin, consommation de champignon Tricholoma auratum ou Tricholome équestre (alias Chevalier, Jaunet, Bidaou). La rhabdomyolyse survient ici de façon dépendante de la quantité et de la fréquence de champignons ingérés; une consommation répétée pouvant éventuellement entraîner la mort[8] ;
- médicamenteux (fluoroquinolones, statines, fibrates, succinylcholine). C'est la complication la plus grave des statines qui freinent la synthèse du cholestérol et provoquent la rupture des membranes, surtout dans les muscles en étirement-contraction permanents ;
- l'électrisation (passage de courant électrique dans le corps) ;
- certains efforts physiques violents et prolongés lorsqu'ils sont pratiqués sans préparation adéquate (marathon, triathlon extrême, musculation…) ;
- un syndrome parkinsonien (en raison de la raideur musculaire qu'il engendre), certaines substances chimiques inhibant le complexe I des mitochondries, provoquant la mort cellulaire ;
- une fièvre importante (par exemple lors d'un syndrome malin des neuroleptiques, une hyperthermie maligne) ;
- les pesticides organo-chlorés

La présence de certaines maladies musculaires (myopathies) peut faciliter la survenue de certaines rhabdomyolyses et il convient de les rechercher en cas de circonstances atypiques (effort non extrême) ou d'épisodes récidivants.
Il existe des causes infectieuses, virales ou microbiennes (légionellose), ainsi que des facteurs métaboliques (baisse du potassium, du phosphate…).

## Diagnostic
Le relargage dans le sang d'enzymes musculaires, en particulier la créatine kinase (ou CK, appelé aussi CPK) et la myoglobine permet de  confirmer la rhabdomyolyse. Un dosage de créatine kinase supérieur à 5 000 U/L est le témoin d'une rhabdomyolyse massive. 
Le taux de CK normal est compris entre 25 et 190 U/L.
Lors de la destruction d'un muscle, il y a libération de myoglobine qui sera filtrée par les reins. Cette myoglobine est toxique pour les tubules rénaux (voir Complications, ci-dessous).
Le passage de la myoglobine dans les urines leur donne une coloration rouge-brun, d'où le nom qui leur est classiquement donné d'urines « porto ».

## Complications
Massive, la destruction des cellules libère du potassium dans le sang ; cette hyperkaliémie peut entraîner des troubles du rythme cardiaque voire l'arrêt cardiaque si la kaliémie est vraiment élevée. Cela libère également des toxines qui peuvent entraîner la mort à court terme.
Le relargage dans le sang d'enzymes musculaires peut provoquer une insuffisance rénale aiguë par un mécanisme mal connu : historiquement, on pensait que la myoglobine venait léser le rein en précipitant dans le tubule rénal, mais des études récentes seraient plus en faveur d'une oxydation des membranes cellulaires des tubules par les toxines libérées. L'atteinte rénale est majorée par une relative déshydratation due à l'œdème musculaire entraînant une séquestration de liquide au sein du muscle. L'incidence de l'insuffisance rénale est comprise entre 13 et 50 %. Son pronostic est habituellement bon.

## Traitement
Sa prévention repose sur une hydratation importante. L'alcalinisation des urines, par le choix de solutés bicarbonatés comme solution de perfusion, est une option courante même si elle reste controversée. La correction des troubles ioniques est impérative. L'insuffisance rénale, si elle est importante, peut nécessiter le recours à une hémodialyse transitoire.

## Chez l'animal
D'autres vertébrés que l'Homme y sont sensibles, y compris aquatiques, comme l'anguille européenne par exemple quand elle a été exposée dans son milieu à de très faibles doses de cocaïne (dose de seulement 20 nanogrammes par litre durant 50 jours selon une étude récente (publication 2018)), avec pour cet exemple des effets délétères durables, qui ne disparaissent pas quand l'anguille est retirée de l'eau contaminée pour être mise dans une eau propre.